# Batalla de Rastán (2011)
La batalla por el control de Rastán, una ciudad de 60 000 habitantes en la Gobernación de Homs, Siria, se produjo a partir del 27 de septiembre de 2011 hasta el 1 de octubre de ese mismo año, en el marco de la Guerra civil siria. A finales de septiembre, se informó de deserciones del ejército sirio en la zona, tras lo cual el Ejército Libre Sirio tomó el control de Rastan. Después de cuatro días de combates, la ciudad fue recuperada por el ejército sirio.

## Batalla
A fines de septiembre, se informó de muchas deserciones del ejército sirio en Rastan, y el ELS afirmó haber destruido 17 vehículos blindados durante los enfrentamientos en la ciudad, con RPG y trampas explosivas. El asalto contó con respaldo de la Fuerza Aérea.
El 1 de octubre, el Ejército sirio tomó el control de Rastan y, de acuerdo con fuentes de la oposición, detuvo a 3.000 presuntos miembros de la oposición.

## Consecuencias
En 2012, se desató la Segunda Batalla de Rastan.